# Aloe commutata
Aloe commutata é uma espécie de liliopsida do gênero Aloe, pertencente à família Asphodelaceae.